# Camposancos
Camposancos est une paroisse de la municipalité de A Guarda dans la province de Pontevedra située dans le nord ouest de l'Espagne, faisant partie de la communauté autonome de Galice, à l'extrême sud-ouest  de la côte atlantique de l'Espagne. Située sur l'embouchure du fleuve Minho, la ville fait face à la ville portugaise de Caminha.

## Histoire
C'est à cet endroit que le Maréchal Soult a tenté d'entrer au Portugal lors de Deuxième invasion napoléonienne au Portugal en 1809.